# Krišľovce
Krišľovce jsou obec na Slovensku v okrese Stropkov. Leží v údolí Ondavské vrchoviny. Žije zde 27 obyvatel. První zmínka o obci je z roku 1567.

## Poloha
Obec se nachází v Nízkých Beskydech, v údolí Krišľovského potoka, přítoku Brusničky v povodí Ondavy. Střed obce leží v nadmořské výšce 290 m n. m. a je vzdálen 12 km od Stropkova (po silnici).
Sousedními obcemi jsou Brusnica na západě, severozápadě a severu, Jakušovce a Prituľany na východě a Piskorovce na jihu.

## Historie
Krišľovce byly poprvé písemně zmiňovány v roce 1567 jako Kryslyoc. Obec patřila k panství Stropkov, v 18. a 19. století patřila rodů Barkóczů a Hadik-Barkóczů.
V roce 1715 zde bylo devět opuštěných a jedna obydlená domácnost. V roce 1787 měla obec 9 domů a 84 obyvatel, v roce 1828 zde bylo 17 domů a 129 obyvatel, kteří pracovali jako povozníci a lesní dělníci.
Do roku 1918 patřila obec, která ležela v okrese Semplín, k Uherskému království a poté k Československu (dnes Slovensko). Za první Československé republiky byli obyvatelé zaměstnáni jako lesní dělníci. Po druhé světové válce byli zemědělci organizováni soukromě, zatímco ostatní obyvatelé pokračovali v práci v lese.

## Obyvatelstvo
Podle sčítání lidu z roku 2011 žilo v Krišľovcích 36 obyvatel, z toho 30 Slováků. Šest obyvatel neuvedlo svou etnickou příslušnost.
31 obyvatel se hlásilo k řeckokatolické církvi a jeden obyvatel k římskokatolické církvi. Vyznání čtyř obyvatel nebylo určeno.

## Památky
- Řeckokatolický chrám Svatých Petra a Pavla z roku 1910[4]